# Biblioteka Narodowa Malediwów
National Library of Maldives (maled. ‏އަލްއަމީރު މުހައްމަދު އަމީން ދޮށިމޭނާ ކިލެގެފާނު‎ Gaumee Kuthubuhaanaa) – biblioteka narodowa Malediwów.
National Library of Maldives jest najstarszą i największą biblioteką na Malediwach. Instytucja ta została powołana do życia jako biblioteka państwowa dnia 12 lipca 1945 roku przez Ameera Mohameda Amin Didi, ówczesnego ministra edukacji. W 1948 roku zmieniono nazwę biblioteki na Majeedi Library na cześć założyciela. 1 czerwca 1982 roku Maumun ̓Abdul Gajum mianował tę instytucję biblioteką narodową.
Biblioteka ma nadane prawo otrzymywania egzemplarza obowiązkowego.

## Zbiory
Zbiory biblioteki dzielą się na następujące działy:
- Zbiory narodowe – kolekcja dokumentów dotyczących Malediwów i z nich pochodzących. Liczy 6 902 książek;
- Zbiory divehi – kolekcja książek, czasopism i innych dokumentów stworzoych w języku malediwskim (divehi). Liczy 47 597 książek;
- Zbiory angielskie – kolekcja książek, czasopism i innych dokumentów stworzoych w języku angielskim. Liczy 60 845 książek;
- Centrum chińskie – kolekcja książek dotyczących kultury i literatury chińskiej. Liczy 3 110 książek;
- Centrum amerykańskie – liczy 1 293 książek na temat kultury i edukacji w USA.